# Accord.NET
Accord.NET ist eine Opensource Programmbibliothek und der Nachfolger von AForge.NET. Das Framework umfasst eine Reihe von Bibliotheken, die als Quellcode sowie über ausführbare Installer und NuGet-Pakete verfügbar sind. Zu den behandelten Hauptbereichen gehören numerische lineare Algebra, numerische Optimierung, Statistik, maschinelles Lernen, künstliche neuronale Netze, Signal- und Bildverarbeitung sowie unterstützende Bibliotheken. Das Projekt wurde ursprünglich erstellt, um die Fähigkeiten vom AForge.NET Framework zu erweitern, hat aber seitdem AForge.NET in sich integriert. Neuere Releases haben beide Frameworks unter dem Namen Accord.NET vereint.
Das Accord.NET Framework wurde in mehreren Büchern wie Mastering.NET Machine Learning und F# for Machine Learning Applications vorgestellt und umfasst derzeit mehr als 1.500 Forks auf GitHub.
Mehrere wissenschaftliche Publikationen wurden unter Verwendung des Frameworks veröffentlicht.